# KWrite
KWrite is een lichtgewicht vrije tekstbewerker ontwikkeld door de KDE- en TDE-gemeenschap. Sinds KDE 3 is KWrite gebaseerd op de Kate-teksteditor en het KParts-framework, waardoor het programma veel van Kates functies kan gebruiken. Ook op TDE wordt gebruikgemaakt van Kate als basis.

## Functies
- Exporteren naar html-, pdf- en PostScript-formaten;
- Blokselectiemodus;
- Code-invouwing;
- Bladwijzers;
- Syntaxiskleuring;
- Diverse tekencoderingen;
- Keuze uit meerdere einderegelmodi (Unix, Windows, klassiek macOS);
- Automatische aanvulling;
- Ondersteuning voor plug-ins;
- Ondersteuning voor Vi-invoermodus.